# Pipriac Comunitat

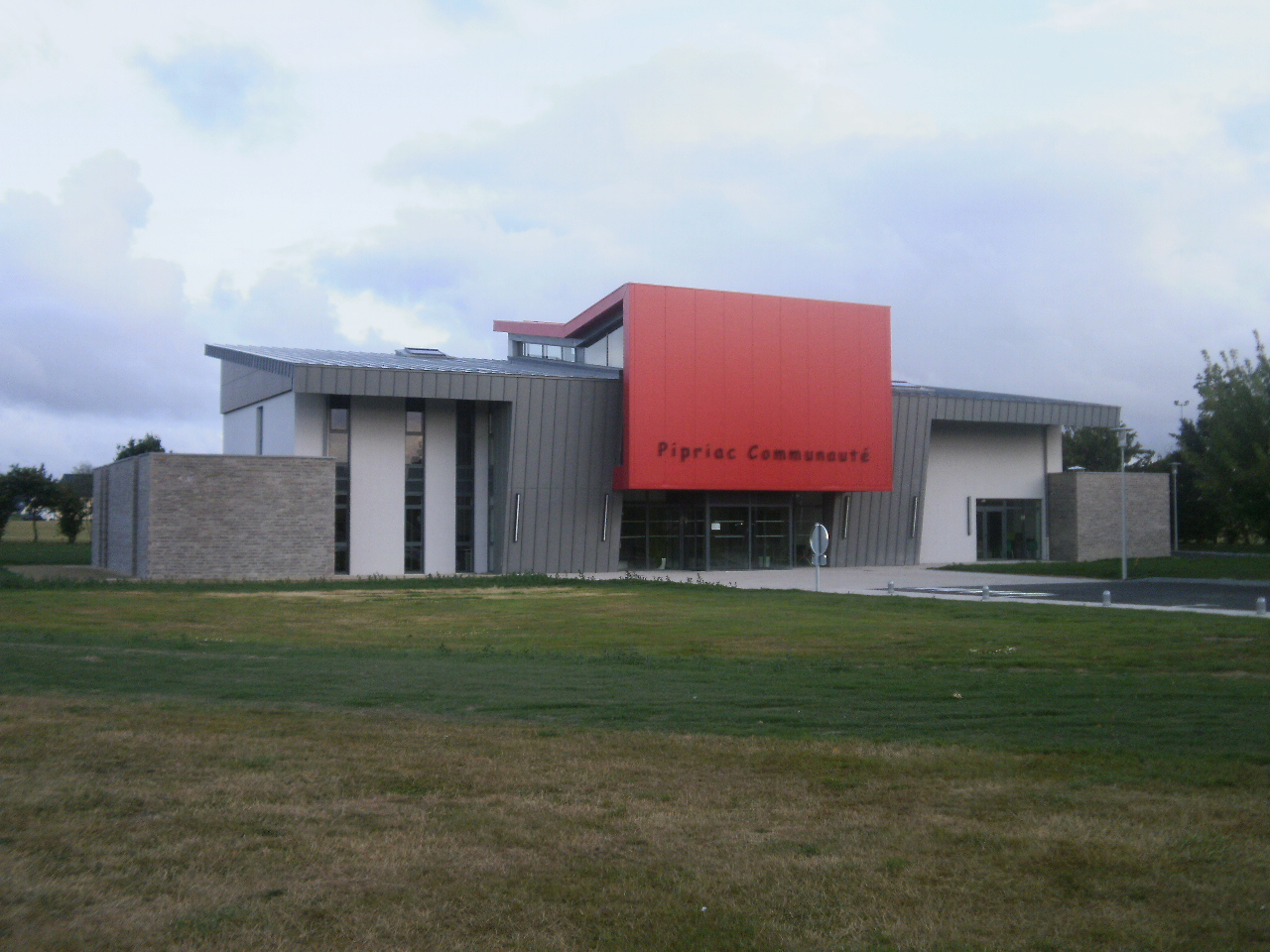
Seu de Pripiac Comunitat

Pipriac Comunitat (en francès Pipriac Communauté) és una antiga estructura intercomunal francesa, situada al departament de l'Ille i Vilaine a la regió Bretanya. Té una extensió de 245 kilòmetres quadrats i una població de 12.899 habitants (2006). Va existir de 1992 a 2013.

## Composició
Agrupa 9 comunes :
| Comuna              | Població | Delegats |
| ------------------- | -------- | -------- |
| Bruc-sur-Aff        | 839      | 2        |
| Guipry              | 3.413    | 3        |
| Lieuron             | 677      | 2        |
| Lohéac              | 683      | 2        |
| Pipriac             | 3.253    | 3        |
| Saint-Ganton        | 415      | 2        |
| Saint-Just          | 1.013    | 2        |
| Saint-Malo-de-Phily | 786      | 2        |
| Sixt-sur-Aff        | 2.069    | 3        |

## Administració
| Data d'elecció | Identitat                      | Partit        | Qualitat |
| -------------- | ------------------------------ | ------------- | -------- |
| 1992-1995      | Gaël de Poulpiquet du Halgouët | Divers droite |          |
| 1995-2001      | Emmanuel Chérel                | CDS           |          |
| 2001-2008      | Gilbert Amossé                 | PS            |          |
| 2008-2013      | Laurent Collot                 | Divers droite |          |